# Quân đội của Thiếp Mộc Nhi

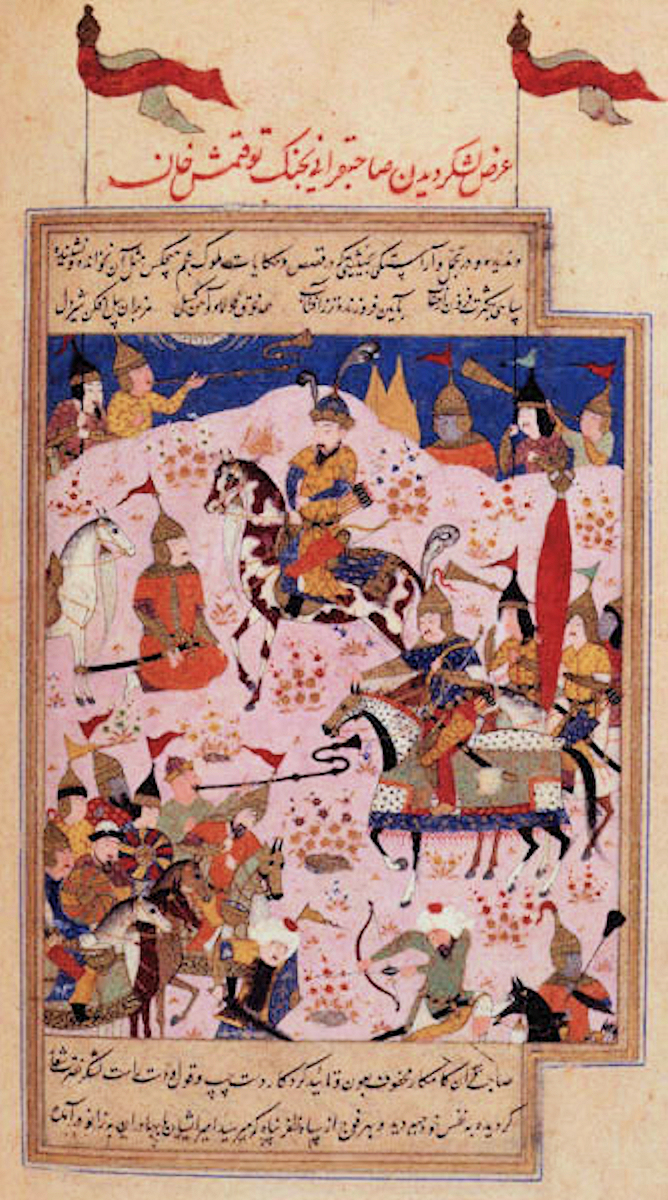
Quân đội của Thiết Mộc Nhĩ

Quân đội của Thiếp Mộc Nhi là lực lượng quân đội của Đế quốc Timur được thành lập và tồn tại trong thời kỳ nắm quyền của Thiếp Mộc Nhi. Từ cuối thế kỷ 14 đến đầu thế kỷ 15, đây là lực lượng quân đội mạnh bậc nhất khu vực Trung Á. Đạo quân này tổ chức và chiến đấu dựa theo kinh nghiệm của quân đội đế quốc Mông Cổ trước đó, dưới sự lãnh đạo của Thiếp Mộc Nhi, đạo quân này đã giành nhiều chiến thắng quân sự lớn, từ đó tạo dựng nên đế quốc Timur. Nhưng về sau, quân đội Timur do các vị vua sau nắm quyền chỉ huy đã không thể sánh bằng quân đội của Thiếp Mộc Nhi trong thời kỳ tạo dựng đế quốc.

## Cấu trúc
Quân đội của Thiếp Mộc Nhi được chia thành kỵ binh và bộ binh. Nền tảng của kỵ binh là cung thủ cưỡi ngựa người Turkic-Mông Cổ. Kỵ binh được vũ trang mạnh, đã cùng với vệ binh của Thiếp Mộc Nhi tạo nên tầng lớp tinh hoa quân sự. Vai trò của bộ binh gia tăng mạnh mẽ vào đầu thế kỷ 14-15. Đặc biệt, bộ binh không thể thiếu trong bao vây thành trì địch, mặc dù phần lớn họ chỉ đóng vai trò phụ trợ. Tuy vậy, trong quân đội Thiếp Mộc Nhi cũng có những đội quân bộ binh được vũ trang mạnh. Trong các thành trì cơ sở của các dân quân, được gọi là Sardabar, họ không đáng tin cậy, vì họ cũng là mối đe dọa bạo loạn và nổi loạn liên tục. Dân quân thành trì bảo vệ các tòa thành của họ trong các cuộc bao vây và cũng tham gia vào các chiến dịch của quân đội Thiếp Mộc Nhi chống lại nước láng giềng.
Trong các chiến dịch, Thiếp Mộc Nhi tích cực sử dụng voi chiến. Số lượng của mỗi đội lính trên tháp chiến nằm trên lưng voi là từ 4 đến 6 binh sĩ, chưa kể 2 người điều khiển.
Trong quân đội Thiếp Mộc Nhi có các đội xe pháo, kỹ sư, người bắn loại vũ khí với tên gọi "ngọn lửa Hy Lạp" và phu dịch cần thiết trong một cuộc bao vây. Thiếp Mộc Nhi cũng thành lập các đơn vị bộ binh đặc biệt chuyên chiến đấu trong điều kiện địa hình miền núi. Quy mô của quân đội dao động và không ổn định. Chính Thiếp Mộc Nhi từng tuyên bố rằng trong chiến dịch chống lại Hãn quốc Kim Trướng, ông đã tự xoay xở để tập hợp một đội quân khổng lồ. Theo một ghi chép năm 1391, số lượng binh sĩ được ghi nhận là 300.000 người. Theo một số học giả hiện đại, số lượng quân đội của Thiếp Mộc Nhi là phóng đại.
Thời kỳ Thiếp Mộc Nhi nắm quyền tại đế quốc Timur đã hình thành một hệ thống quyền lực đặc biệt nắm giữ đất đai, phần lớn tương tự như hệ thống Timar ở Đế quốc Ottoman. Thiếp Mộc Nhi đã trao quyền sở hữu đất đai có điều kiện cho các thủ lĩnh bộ lạc Jagatai, cùng với nông dân làm việc cho họ. Chủ sở hữu của nông dân là chủ sở hữu đất đai nhưng ban đầu họ không thể chuyển nhượng tài sản bằng quyền thừa kế. Để đổi lấy quyền sở hữu đất đai, các chủ sở hữu có nghĩa vụ thực hiện nghĩa vụ quân sự, tham chiến cùng với một số lượng binh sĩ nhất định. Các chiến binh thường xuyên được trả lương, cựu chiến binh được trả lương hưu.

## Tổ chức
Tổ chức quân đội dựa trên hệ thống thập phân, theo cách tương tự như tổ chức thập phân của quân đội Thành Cát Tư Hãn. Quân đội được chia thành các đơn vị sau:
- Hàng chục là unik. Chỉ huy được gọi là on-bashi.
- Hàng trăm là uslik. Chỉ huy được gọi là yuz-bashi.
- Hàng ngàn (khazar, ming[3]) - minglik. Chỉ huy được gọi là Ming Bashi.
- Hàng chục ngàn (tumens, lashkar[3]). Chỉ huy gọi là Sipaҳdor.[3]

Tên Turkic của các đơn vị đã được thay thế một phần bởi những người Mông Cổ. Tổ chức của quân đội đã trải qua một số thay đổi so với quân đội của những lãnh đạo tiền nhiệm. Vì vậy, có những đơn vị 50-1000 người, được gọi là koshun, cũng như những đơn vị lớn hơn - kuls, số lượng cũng không ổn định. Quân Đồng minh cũng thiết lập các đơn vị phụ trợ gọi là hashar. Toàn bộ quân đội được chia thành nhiều quân đoàn (fauj).
Trong trận chiến trên sông Kondurche, quân đội Thiếp Mộc Nhi có 7 quân đoàn, 2 trong số đó là dự bị, sẵn sàng theo lệnh của tổng tư lệnh trợ chiến cho quân trung tâm hoặc bên cánh của đội hình. Quân đội tiên phong (uzb. Kirovul) gồm vài ngàn binh sĩ. Quân đội sườn bên trái (zuvonkor, javangar) và bên phải (barangar). Tin tình báo được cung cấp bởi lính canh. Ngoài ra còn có một loại "lực lượng đặc biệt" từ Yigit.
Mỗi đơn vị quy mô lớn có vũ khí riêng, yên ngựa, quivers, thắt lưng và các phù hiệu khác, chúng được sơn bằng một màu đặc biệt. Alisher Navoi liệt kê các màu vàng (sariғ), đen (қaro), trắng (қ), xanh lá cây (yashil), đỏ (қisil), màu tím (binafsha) của các biểu ngữ (alam) thuộc các đơn vị. Ba biểu ngữ hình thành một cánh quân. Dưới biểu ngữ, đạo quân của ba thành trì tập hợp.
Chỉ huy cao cấp hàng đầu được gọi là Sardars. Các thủ lĩnh được gọi là tiểu vương, gồm có 12 cấp bậc. Mỗi chỉ huy có một chỉ huy phó sẵn sàng thay thế người đó nếu cần thiết. Vị trí chức vụ của các tướng lĩnh, kỹ sĩ và hàng ngàn binh lính được bầu, nhưng họ cũng được các tướng lĩnh cao hơn chỉ định. Theo quy định, hàng ngàn người là con trai của các tiểu vương hoặc đại diện của giới quý tộc có thể được bổ nhiệm vào các chức vụ. Các chức vụ chỉ huy cao nhất trong quân đội thuộc về người thân và cộng sự thân cận nhất của Tamerlane. Quân đội duy trì kỷ luật sắt, quản lý dựa trên các hình phạt (đặc biệt, một trong những hình phạt kỷ luật là tước một phần mười tiền lương) và phần thưởng (khen ngợi, tăng lương, tặng quà, cấp bậc)

## Vũ khí
Vũ khí của quân đội Thiếp Mộc Nhi phần lớn được chuẩn hóa. Vũ khí chính của kỵ binh hạng nhẹ giống như bộ binh, là một cây cung. Kỵ binh hạng nhẹ cũng sử dụng kiếm và rìu. Một chiếc áo khoác da cừu được sử dụng như cách bảo vệ đơn giản. Theo yêu cầu của Thiếp Mộc Nhi, bộ cắm trại kỵ binh hạng nhẹ có cưa, dùi, kim, dây thừng, rìu, 10 đầu mũi tên, túi, tursuk (túi da dùng để vận chuyển nước dự trữ). Kỵ binh được yêu cầu phải có hai con ngựa. Các kỵ binh được vũ trang mạnh mẽ, họ được mặc áo giáp (áo giáp phổ biến nhất là xích thư, thường được gia cố bằng các tấm kim loại, cũng như áo giáp gỗ và kuyak), đầu được bảo vệ bằng mũ giáp, và họ chiến đấu bằng gươm hoặc kiếm (ngoài cung và mũi tên). Bảo vệ chân và tay là giáp đơn giản, sau này loại giáp này phát triển trở thành áo giáp lamellar. Kỵ binh hạng nặng bảo vệ ngựa của họ bằng áo giáp. Vệ binh của Tamerlane chiến đấu với rìu, kiếm,..., ngựa của họ được phủ ngoài bằng da hổ. Binh sĩ đeo một thanh kiếm ở một bên và một thanh kiếm ngắn ở bên kia. Trong các chiến dịch, mỗi chiến binh phải có lượng mũi tên nhất định trong túi tên. Trong chiến dịch chống lại Hãn quốc Kim Trướng, mỗi binh lính được yêu cầu phải mang theo 30 mũi tên. Ngoài ra, Thiếp Mộc Nhi trước khi thân chinh đến Hãn quốc Kim Trướng, đã ra lệnh cho mỗi binh sĩ phải có giáo, chùy, khiên bọc da (alқon) và dao găm. Ông được cho là có 10 con ngựa, xe ngựa riêng, một thanh kiếm, một cây cung cùng nhiều mũi tên, một chùy,... và áo giáp.
Lính bộ binh thông thường được trang bị cung tên và kiếm, bộ binh hạng nặng dùng kiếm, rìu và chùy và được bảo vệ bởi áo giáp, mũ giáp và khiên. Trong cuộc bao vây các thành trì, nỏ cũng được sử dụng phổ biến.

## Quần áo
Trang phục của các chiến binh Thiếp Mộc Nhi đã thay đổi từ Mông Cổ sang Hồi giáo. Họ đội mũ, turban, mặc áo khalat, kaftan, chân mang ủng.

## Chiến lược và chiến thuật
Nhờ vào kỷ luật sắt và huấn luyện xuất sắc, đội quân Thiếp Mộc Nhi đã thực hiện một cách khéo léo và chính xác mệnh lệnh từ chỉ huy của họ. Nhờ vậy, ông ta đã đánh bại được đội quân của hãn Tokhtamysh, trước hết, tránh chiến thuật truyền thống của người Mông Cổ trên các vùng thảo nguyên là dẫn dụ và phục kích. Thiếp Mộc Nhi rất thành thạo hệ thống chính trị trên khắp khu vực Trung và Tây Á, nơi ông tiến hành các hoạt động quân sự và phải khéo léo sử dụng hoạt động của mật thám. Ông chú ý từng chi tiết để nghiên cứu chiến lược và chiến thuật của kẻ thù.
Trong các trận đánh, theo các nguyên tắc lý thuyết của ông, quân đội được chia thành 3 tuyến lớn, mỗi tuyến có 3 tuyến nhỏ. Do đó, các đội quân trên chiến trường có cấu trúc với độ sâu 9 tuyến binh lính, và có số lượng binh sĩ không đồng đều. Các lực lượng đáng kể đã được tổ chức để dự trữ nhằm củng cố trung tâm hoặc hai bên sườn vào đúng thời điểm. Những đội cung vũ trang hạng nhẹ tại các tiền đồn bắt đầu trận chiến, sau đó đội tiên phong tham chiến. Mỗi cánh quân chiến đấu có đội tiên phong của riêng họ, họ bước vào trận chiến trong trường hợp cần thiết để hỗ trợ đội tiên phong chính. Nếu các lực lượng này không đủ, thì nửa bên của hai cánh quân sẽ tham gia vào trận đánh, nếu sự hỗ trợ của họ cũng không đủ, thì Thiếp Mộc Nhi đưa các phần còn lại của cả hai cánh vào trận chiến. Nếu cần thiết, Thiếp Mộc Nhi vào giữa đội hình quân đội để chỉ huy.
Các tuyến được triển khai vào trận chiến dần dần, sau đó nếu quân địch tổn thất đáng kể thì các lực lượng dự bị chính, bao gồm các đội quân được chọn sẵn sẽ tham gia trận chiến. Điểm yếu nhất là tiền tuyến. Trong trận chiến, ban đầu Thiếp Mộc Nhi đưa quân từ giữa hai cánh quân hai bên và cả dự bị vào cứu hai bên cánh, kể cả khi đội hình trung tâm đã bị chọc thủng, để bảo toàn khả năng bao vây kẻ thù nhằm phá vỡ đội hình của họ. Chiến thuật như vậy đã giúp Thiếp Mộc Nhi liên tục thành công trong các cuộc chiến chống lại các đối thủ của ông.

## Văn học
- Иванин М. «О военном искусстве и завоеваниях монголо-татар и среднеазиатских народов при Чингисхане и Тамерлане» (отрывки из книги) Lưu trữ ngày 8 tháng 9 năm 2009 tại Wayback Machine
- Свечин А. А. Эволюция военного искусства. Том 1.
- Разин Е. А. История военного искусства. Том 2
- D. Nicolle, A. McBride «The Age of Tamerlane» — «Osprey Publishing», 1990.